# Cuore nero (Blind)
Cuore nero è un singolo del rapper italiano Blind, pubblicato il 30 ottobre 2020 come primo estratto dal primo EP omonimo.

## Descrizione
Il brano scritto dallo stesso interprete assieme a Paolo Signanini e Nicola Trapassi, e prodotto da Paolo Signanini, Saintpaul DJ e Nicola Trapassi, è l'inedito con cui il rapper si è esibito in più occasioni alla quattordicesima edizione di XFactor Italia.

## Tracce
Testi di Franco Rujan, musiche di Signanini Paolo, Saintpaul DJ e Nicola Trapassi.
1. Cuore nero – 2:47

## Successo commerciale
Cuore nero è il primo brano della quattordicesima edizione del talent show ad essere certificato disco d'oro in Italia. Il singolo ha inoltre debuttato al secondo posto della classifica Top Singoli italiana il 5 novembre 2020.

## Classifiche
| Classifica (2020) | Posizione massima |
| ----------------- | ----------------- |
| Italia            | 2                 |